# Багреева, Елена Геннадиевна
Елена Геннадиевна Багреева (17 февраля 1957, Москва — 7 декабря 2024, Москва) — юрист-криминолог, специалист по социокультурным основам ресоциализации осужденных; выпускница Московского государственного педагогического института (1979), доктор юридических наук с диссертацией о ресоциализации преступников (2001); ведущий научный сотрудник ВНИИ МВД России (1994); декан факультета политологии и права Российской экономической академии им. Г. В. Плеханова.

## Работы
Елена Багреева является автором и соавтором более 50 научных публикаций, включая несколько монографии; она специализируется, в основном, на социокультурных причинах преступного поведения, а также — на изучении соотношения социокультурных и силовых регуляторов общественных отношений в процессе исправления осужденных в местах лишения свободы. Она отмечала, что «[в 2012 году] в США частные компании управляют 264 учреждениями исполнения наказания, в которых содержатся около 99 тыс. взрослых осужденных. Среди крупных компаний, пришедших в пенитенциарную систему США, такие как Исправительная корпорация Америки (CCA), GEOгрупп, компания Cornell, Общественные образовательные центры и др. Компания CCA располагает 80 тыс. мест в 65 исправительных учреждениях; GEOгрупп — 49 тыс. мест для заключенных в 61 исправительном учреждении и т. д. Большинство частных исправительных учреждений расположены в южной и западной части США и рассчитаны на лиц, преступивших как федеральный закон, так и законы штатов. Целью частных компаний, участвующих в деятельности исправительных учреждений, являются не только его наиболее эффективная и безопасная организация, но и возможность создания рабочих мест для жителей данной территории»:
- «Уголовное наказание и пенитенциарная система Финляндии» (Проблемы исполнения наказаний и деятельности уголовно-исполнительной системы. М., 1997);
- «Субкультура осуждённых и их ресоциализация» (М., 2001);
- «Социокультурные проблемы в криминологии» (М., 2001);
- «Социокультурные и силовые регуляторы открытого и закрытого общества» (Вологда, 2003).

## Смерть
Скоропостижно скончалась 7 декабря 2024 года в Москве в возрасте 67 лет от сердечного приступа. Это произошло в Государственном Кремлёвском дворце, ей стало плохо через час после начала выступления — она потеряла сознание.